# Theater Orchester Biel Solothurn

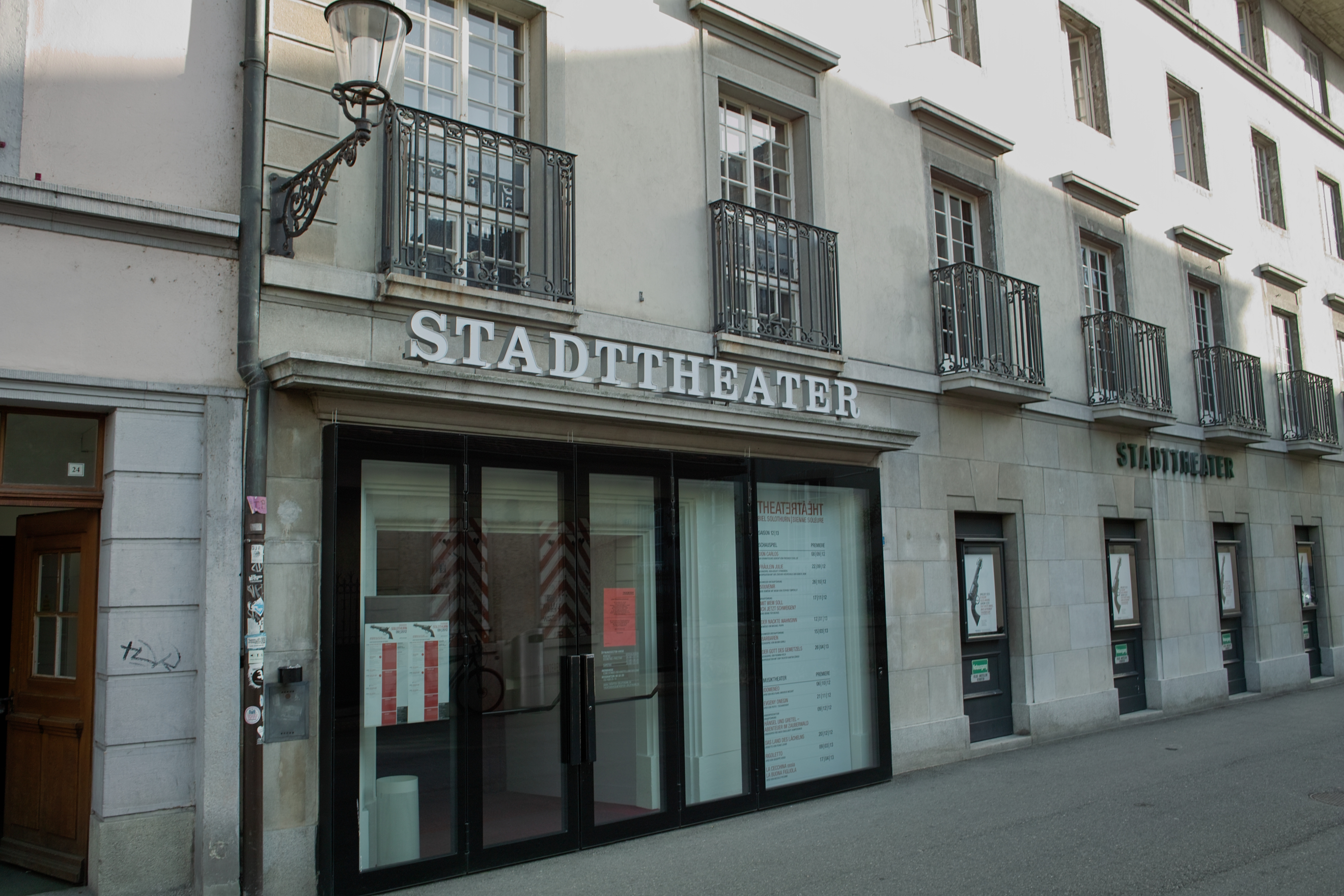
Stadttheater Solothurn

Theater Orchester Biel Solothurn ist ein Städtebundtheater der Städte Biel/Bienne und Solothurn. Als Intendant ist seit der Spielzeit 2013/14 Dieter Kaegi tätig. Das Musiktheater wird vom Intendanten Dieter Kaegi selbst geleitet. Konzertdirektor ist Kaspar Zehnder. Nach einer langjährigen Schauspieldirektion durch Katharina Rupp ist seit der Spielzeit 2024/25 der Posten in einer Co-Leitung durch Patric Bachmann und Olivier Keller besetzt.

## Geschichte
Die beiden Stadttheater wurden 1927 zum Städtebundtheater zusammengelegt. Nach einer Krise wurde das Ensemble im Jahr 1971 aufgelöst, der Betrieb wurde jedoch ein Jahr später unter dem Direktor Alex Freihart wieder aufgenommen. 1995 gründeten die Gemeinden Biel und Solothurn gemeinsam mit der Orchestergesellschaft Biel – dem heutigen Sinfonie Orchester Biel Solothurn – die Stiftung Neues Städtebundtheater, aus der das Theater Biel Solothurn hervorgegangen ist. 2011 wurde die Stiftung Neues Städtebundtheater aufgelöst, um Theater und Orchester unter dem Dach einer neuen Stiftung Theater und Orchester Biel Solothurn TOBS zu vereinigen.
Das Theater Orchester Biel Solothurn besteht heute aus den Sparten Musiktheater, Konzert, Schauspiel und Tanz. Dazu kommen verschiedene Angebote im Bereich des Kinder- und Jugendtheaters in Form des Jungen Theater Solothurn (JTS) und das Jungen Theater Biel (JTB). Sie bieten Kindern und Jugendlichen die Möglichkeit in jährlichen Theaterclubs Stücke zu entwickeln.
Gespielt werden dieselben Stücke in den Stadttheatern der beiden Städte, wobei das Musiktheater fünf Inszenierungen pro Saison in Biel/Bienne produziert und zur Première bringt, während die sieben Schauspielproduktionen in Solothurn geprobt werden. Zudem bespielt das Ensemble zahlreiche Gastspielhäuser in der Schweiz (z. B. Theater Winterthur, Stadttheater Schaffhausen, Kurtheater Baden, Stadttheater Langenthal) und in Frankreich.
Während der Saison 2013/2014 musste das Stadttheater Solothurn, das älteste Barocktheater der Schweiz, einem grossen Umbau unterzogen werden. Mit dem Anbau des benachbarten Haus «Krieg» konnte im Zuschauerbereich zusätzlichen Platz geschaffen werden, ausserdem wurden die aus dem 18. Jahrhundert stammenden Dekorationsmalereien von Felix Josef Wirz im Zuschauerraum freigelegt und durch die Denkmalpflege Solothurn restauriert. Während des Umbaus wurden die Solothurner Aufführungen in verschiedenen Ausweichspielstätten in der ganzen Stadt gezeigt. Am 28. November 2014, nach 17 Monaten Bauzeit, übergab die Stadt das frisch renovierte Stadttheater an Theater Orchester Biel Solothurn.

## Direktoren
- 1927–1954: Leo Delsen
- 1955–1966: Markus Breitner
- 1968–1970: Heinz Zimmermann
- 1970–1971: Hanspeter Blumer
- 1972–1983: Alex Freihart
- 1983–1995: Peter-Andreas Bojack
- 1995–1996: Hans-Heinrich Rüegg
- 1996–2001: Peter Theiler
- 2001–2007: Hans J. Ammann
- 2007–2013: Peter Beat Wyrsch
- seit 2013: Dieter Kaegi